# Championnat du Norrland de football 1941
Navigation
Édition précédente Édition suivante
Le Championnat du Norrland 1941 ou Norrländska Mästerskapet 1941 est la 11e édition de ce championnat qui vise à permettre aux meilleurs clubs du Norrland, alors écartés de l'Allsvenskan, de s'affronter afin de déterminer le meilleur club des régions septentrionales du pays. 

## Phase finale
|  | Demi-finales             | Demi-finales          |           |       | Finale                  | Finale                  |
|  | Demi-finales             | Demi-finales          |           |       | Finale                  | Finale                  |
|  |                          |                       |           |       |                         |                         |
|  | 22 juin 1941 à Kiruna    | 22 juin 1941 à Kiruna |           |       | 20 juillet 1941 à Boden | 20 juillet 1941 à Boden |
|  | 22 juin 1941 à Kiruna    | 22 juin 1941 à Kiruna |           |       | 20 juillet 1941 à Boden | 20 juillet 1941 à Boden |
|  | Kiruna BK                | 0                     |           |       | 20 juillet 1941 à Boden | 20 juillet 1941 à Boden |
|  | Kiruna BK                | 0                     |           |       | 20 juillet 1941 à Boden | 20 juillet 1941 à Boden |
|  | Bodens BK                | 3                     |           |       | 20 juillet 1941 à Boden | 20 juillet 1941 à Boden |
|  | Bodens BK                | 3                     | Bodens BK | 6     |                         |                         |
|  | 22 juin 1941 à Hörnefors |                       | Bodens BK | 6     |                         |                         |
|  |                          | IF Älgarna            | 0         |       |                         |                         |
|  | Hörnefors IF             | IF Älgarna            | 0         | 2 (3) |                         |                         |
|  | Hörnefors IF             |                       |           | 2 (3) |                         |                         |
|  | IF Älgarna (a.p.)        | 2 (3)                 |           |       |                         |                         |
|  | IF Älgarna (a.p.)        | 2 (3)                 |           |       |                         |                         |

### Match d'appui
- 6 juillet 1941 : IF Älgarna 4 - 1 Hörnefors IF

| Vainqueur du Norrländska Mästerskapet 1941 |
| ------------------------------------------ |
| Bodens BK 7e titre                         |